# Copa Suzuki AFF 2008
El Campeonato de fútbol de la ASEAN, patrocinado por Suzuki y oficialmente conocido como Copa Suzuki AFF 2008, fue la séptima edición del torneo para selecciones pertenecientes a la Asociación de Naciones del Sudeste Asiático, ASEAN. Fue coorganizado por los países de Indonesia y Tailandia, y se llevó a cabo entre el 5 y el 28 de diciembre de 2008.

## Ronda clasificatoria
En esta torneo participaron las 5 selecciones de menor coeficiente en el sudeste de Asia, se desarrolló en el Estadio Olímpico de Nom Pen en Camboya, entre el 17 y el 25 de octubre de 2008.
El torneo otorgó dos plazas para el torneo final, las cuales fueron ganadas por la Selección de Laos y por la Selección de Camboya.
| Equipo         | Pts | PJ | PG | PE | PP | GF | GC | Dif |
| -------------- | --- | -- | -- | -- | -- | -- | -- | --- |
| Laos           | 9   | 4  | 3  | 0  | 1  | 9  | 7  | +2  |
| Camboya        | 7   | 4  | 2  | 1  | 1  | 9  | 8  | +1  |
| Filipinas      | 7   | 4  | 2  | 1  | 1  | 6  | 5  | +1  |
| Brunéi         | 4   | 4  | 1  | 1  | 2  | 8  | 7  | -1  |
| Timor Oriental | 1   | 4  | 0  | 1  | 3  | 4  | 9  | -5  |

### Resultados
| 17-10-2008 | Filipinas    | 1 – 0   | Timor Oriental | National Olympic Stadium, Phnom Penh |  |
|            | Borromeo 68' | Reporte |                |                                      |  |

| 17-10-2008 | Camboya                                   | 3 – 2   | Laos                          | National Olympic Stadium, Phnom Penh |                                 |
|            | Borey 24' · El Nasa 45' · Sovannarith 55' | Reporte | Lounglath 30' · Liepvisay 78' | Asistencia: 15,000 espectadores      | Asistencia: 15,000 espectadores |

| 19-10-2008 | Camboya                            | 2 – 2   | Timor Oriental                        | National Olympic Stadium, Phnom Penh |                                 |
|            | Borey 78' (pen.) · Sovannarith 80' | Reporte | Barbosa 45' · J.J. Pereira 67' (pen.) | Asistencia: 12,000 espectadores      | Asistencia: 12,000 espectadores |

| 19-10-2008 | Brunéi         | 1 – 1   | Filipinas | National Olympic Stadium, Phnom Penh |                           |
|            | Shah Razen 17' | Reporte | Gould 40' | Árbitro(s): Setiyono Midi            | Árbitro(s): Setiyono Midi |

| 21-10-2008 | Filipinas   | 1 – 2   | Laos                                    | National Olympic Stadium, Phnom Penh |  |
|            | Araneta 32' | Reporte | Lounglath 56' (pen.) · Phaphouvanin 59' |                                      |  |

| 21-10-2008 | Timor Oriental | 1 – 4   | Brunéi                                                  | National Olympic Stadium, Phnom Penh |  |
|            | Soares 80'     | Reporte | Shah Razen 9', 26' · Azwan 57' · Sallehuddin 76' (pen.) |                                      |  |

| 23-10-2008 | Laos                                             | 3 – 2   | Brunéi                    | National Olympic Stadium, Phnom Penh |  |
|            | Phaphouvanin 8' · Singto 89' · Phommapanya 90+3' | Reporte | Hardi 28' · Abu Bakar 84' |                                      |  |

| 23-10-2008 | Camboya          | 2 – 3   | Filipinas                                   | National Olympic Stadium, Phnom Penh |                                 |
|            | El Nasa 14', 44' | Reporte | Borromeo 19' · C. Greatwich 36' · Gould 53' | Asistencia: 15,000 espectadores      | Asistencia: 15,000 espectadores |

| 25-10-2008 | Camboya                 | 2 – 1   | Brunéi    | National Olympic Stadium, Phnom Penh |                                 |
|            | El Nasa 45' · Borey 73' | Reporte | Hardi 44' | Asistencia: 15,000 espectadores      | Asistencia: 15,000 espectadores |

| 25-10-2008 | Laos                         | 2 – 1   | Timor Oriental | National Olympic Stadium, Phnom Penh |  |
|            | Singto 7' · Phaphouvanin 50' | Reporte | Esteves 44'    |                                      |  |

## Estadios sedes
| Jakarta                   | Bandung                  | Phuket                     |
| ------------------------- | ------------------------ | -------------------------- |
| Gelora Bung Karno Stadium | Si Jalak Harupat Stadium | Surakul Stadium            |
| Capacidad: 88,083         | Capacidad: 27,000        | Capacidad: 15,000          |
|                           |                          |                            |
| Bangkok                   | Hanoi                    | Kallang                    |
| Rajamangala Stadium       | Mỹ Đình National Stadium | Singapore National Stadium |
| Capacidad: 49,722         | Capacidad: 40,192        | Capacidad: 55,000          |
|                           |                          |                            |

## Fase de grupos

### Grupo A
- Partidos a realizarse en Indonesia.
| Equipo    | PJ | PG | PE | PP | GF | GC | Dif | Pts |
| --------- | -- | -- | -- | -- | -- | -- | --- | --- |
| Singapur  | 3  | 3  | 0  | 0  | 10 | 1  | +9  | 9   |
| Indonesia | 3  | 2  | 0  | 1  | 7  | 2  | +5  | 6   |
| Birmania  | 3  | 1  | 0  | 2  | 4  | 8  | −4  | 3   |
| Camboya   | 3  | 0  | 0  | 3  | 2  | 12 | −10 | 0   |

| 5 de diciembre de 2008, 17:00 | Singapur                                                     | 5 – 0 | Camboya | Estadio Gelora Bung Karno, Yakarta                                     |                                                                        |
|                               | Casmir 44' 73' · Mustafić 61' (pen.) · Sahdan 71' · Alam 89' |       |         | Asistencia: 18,000 espectadores Árbitro(s): Chaiya Mahapab (Tailandia) | Asistencia: 18,000 espectadores Árbitro(s): Chaiya Mahapab (Tailandia) |

| 5 de diciembre de 2008, 19:30 | Indonesia                           | 3 – 0 | Birmania | Estadio Gelora Bung Karno, Yakarta                                           |                                                                              |
|                               | Budi 24' · Firman 28' · Bambang 64' |       |          | Asistencia: 40,000 espectadores Árbitro(s): Ramachandran Krishnan (Malaysia) | Asistencia: 40,000 espectadores Árbitro(s): Ramachandran Krishnan (Malaysia) |

| 7 de diciembre de 2008, 17:00 | Singapur                 | 3 – 1 | Birmania        | Estadio Gelora Bung Karno, Yakarta                                    |                                                                       |
|                               | Alam 1' · Casmir 16' 74' |       | Myo Min Tun 28' | Asistencia: 21,000 espectadores Árbitro(s): Phung Dinh Dung (Vietnam) | Asistencia: 21,000 espectadores Árbitro(s): Phung Dinh Dung (Vietnam) |

| 7 de diciembre de 2008, 19:30 | Camboya | 0 – 4 | Indonesia                      | Estadio Gelora Bung Karno, Yakarta                                             |                                                                                |
|                               |         |       | Budi 15' 54' 70' · Bambang 76' | Asistencia: 30,000 espectadores Árbitro(s): Mohd Nafeez Abdul Wahab (Malaysia) | Asistencia: 30,000 espectadores Árbitro(s): Mohd Nafeez Abdul Wahab (Malaysia) |

| 9 de diciembre de 2008, 19:30 | Birmania                                             | 3 – 2 | Camboya                    | Estadio Jalak Harupat, Bandung           |                                          |
|                               | Moe Win 29' · Ya Zar Win Thein 35' · Myo Min Tun 85' |       | Sokumpheak 40' · Borey 77' | Árbitro(s): Allan Martinez (Philippines) | Árbitro(s): Allan Martinez (Philippines) |

| 9 de diciembre de 2008, 19:30 | Indonesia | 0 – 2 | Singapur                    | Estadio Gelora Bung Karno, Yakarta                                           |                                                                              |
|                               |           |       | Baihakki 3' · Shi Jiayi 50' | Asistencia: 50,000 espectadores Árbitro(s): Ramachandran Krishnan (Malaysia) | Asistencia: 50,000 espectadores Árbitro(s): Ramachandran Krishnan (Malaysia) |

### Grupo B
- Partidos a realizarse en Tailandia.
| Equipo    | PJ | PG | PE | PP | GF | GC | Dif | Pts |
| --------- | -- | -- | -- | -- | -- | -- | --- | --- |
| Tailandia | 3  | 3  | 0  | 0  | 11 | 0  | +11 | 9   |
| Vietnam   | 3  | 2  | 0  | 1  | 7  | 4  | +3  | 6   |
| Malasia   | 3  | 1  | 0  | 2  | 5  | 6  | −1  | 3   |
| Laos      | 3  | 0  | 0  | 3  | 0  | 13 | −13 | 0   |

| 6 de diciembre de 2008, 17:00 | Malasia                   | 3 – 0 | Laos | Estadio Surakul, Phuket                                              |                                                                      |
|                               | Safee 68' 87' · Putra 73' |       |      | Asistencia: 5,000 espectadores Árbitro(s): Midi Setiyono (Indonesia) | Asistencia: 5,000 espectadores Árbitro(s): Midi Setiyono (Indonesia) |

| 6 de diciembre de 2008, 19:30 | Tailandia                | 2 – 0 | Vietnam | Estadio Surakul, Phuket                                                   |                                                                           |
|                               | Sutee 34' · Suchao 45+4' |       |         | Asistencia: 20,000 espectadores Árbitro(s): Malik Abdul Bashir (Singapur) | Asistencia: 20,000 espectadores Árbitro(s): Malik Abdul Bashir (Singapur) |

| 8 de diciembre de 2008, 17:00 | Malasia       | 2 – 3 | Vietnam                                        | Estadio Surakul, Phuket                    |                                            |
|                               | Putra 20' 85' |       | Phạm Thành Lương 16' · Nguyễn Vũ Phong 72' 86' | Árbitro(s): Pandian Palaniyandi (Singapur) | Árbitro(s): Pandian Palaniyandi (Singapur) |

| 8 de diciembre de 2008, 19:30 | Laos | 0 – 6 | Tailandia                                                    | Estadio Surakul, Phuket                                              |                                                                      |
|                               |      |       | Ronnachai 19' · Patiparn 30' · Arthit 40' 52' · Anon 79' 89' | Asistencia: 10,000 espectadores Árbitro(s): Mohamed Hadimin (Brunéi) | Asistencia: 10,000 espectadores Árbitro(s): Mohamed Hadimin (Brunéi) |

| 10 de diciembre de 2008, 17:00 | Tailandia                    | 3 – 0 | Malasia | Estadio Surakul, Phuket                                                   |                                                                           |
|                                | Sutee 23' · Teerasil 46' 76' |       |         | Asistencia: 15,000 espectadores Árbitro(s): Malik Abdul Bashir (Singapur) | Asistencia: 15,000 espectadores Árbitro(s): Malik Abdul Bashir (Singapur) |

| 10 de diciembre de 2008, 19:30 | Vietnam                                                                                    | 4 – 0 | Laos | Estadio Surakul, Phuket           |                                   |
|                                | Nguyễn Việt Thắng 48' · Phạm Thành Lương 63' · Huỳnh Quang Thanh 66' · Phan Thanh Bình 80' |       |      | Árbitro(s): Sgt Win Cho (Myanmar) | Árbitro(s): Sgt Win Cho (Myanmar) |

## Fase final
- Los partidos de semifinales y final se disputaron a partidos de ida y vuelta en el estadio del país que ejerce de local.
|  | Semifinales | Semifinales | Semifinales | Semifinales | Semifinales |   |           | Final     | Final | Final | Final | Final |
|  |             |             |             |             |             |   |           |           |       |       |       |       |
|  | Tailandia   | Tailandia   | 1           | 2           | 3           |   |           |           |       |       |       |       |
|  | Indonesia   | Indonesia   | 0           | 1           | 1           |   |           |           |       |       |       |       |
|  |             |             |             |             |             |   | Tailandia | Tailandia | 1     | 1     | 2     |       |
|  |             | Vietnam     | Vietnam     | 2           | 1           | 3 |           |           |       |       |       |       |
|  | Singapur    | Singapur    | 0           | 0           | 0           |   |           |           |       |       |       |       |
|  | Vietnam     | Vietnam     | 0           | 1           | 1           |   |           |           |       |       |       |       |

### Semifinales
| 16 de diciembre de 2008, 19:00 | Indonesia | 0 – 1 | Tailandia   | Estadio Gelora Bung Karno, Yakarta                                |                                                                   |
|                                |           |       | Teerasil 6' | Asistencia: 70,000 espectadores Árbitro(s): Võ Minh Trí (Vietnam) | Asistencia: 70,000 espectadores Árbitro(s): Võ Minh Trí (Vietnam) |

| 20 de diciembre de 2008, 19:00 | Tailandia                    | 2 – 1 (Global 3 - 1) | Indonesia | Estadio Rajamangala, Bangkok                                         |                                                                      |
|                                | Teeratep 73' · Ronnachai 89' |                      | Nova 9'   | Asistencia: 40,000 espectadores Árbitro(s): Mohamed Hadimin (Brunéi) | Asistencia: 40,000 espectadores Árbitro(s): Mohamed Hadimin (Brunéi) |

| 17 de diciembre de 2008, 19:00 | Vietnam | 0 – 0 | Singapur | Estadio Nacional My Dinh, Hanói                                             |  |
|                                |         |       |          | Asistencia: 40,000 espectadores Árbitro(s): Ramachandran Krishnan (Malasia) |  |

| 21 de diciembre de 2008, 20:00 | Singapur | 0 – 1 (Global 0 - 1) | Vietnam              | Estadio Nacional, Singapur                                                    |                                                                               |
|                                |          |                      | Nguyễn Quang Hải 74' | Asistencia: 55,000 espectadores Árbitro(s): Subkhiddin Mohd Salleh (Malaysia) | Asistencia: 55,000 espectadores Árbitro(s): Subkhiddin Mohd Salleh (Malaysia) |

### Final
| 24 de diciembre de 2008, 19:00 | Tailandia     | 1 – 2   | Vietnam                                | Estadio Rajamangala, Bangkok                                                 |                                                                              |
|                                | Ronnachai 75' | Reporte | Nguyễn Vũ Phong 40' · Lê Công Vinh 42' | Asistencia: 50,000 espectadores Árbitro(s): Ramachandran Krishnan (Malaysia) | Asistencia: 50,000 espectadores Árbitro(s): Ramachandran Krishnan (Malaysia) |

| 28 de diciembre de 2008, 19:00 | Vietnam            | 1 – 1 (Global 3 - 2) | Tailandia    | Estadio Nacional My Dinh, Hanói                                           |                                                                           |
|                                | Lê Công Vinh 90+4' | Reporte              | Teerasil 21' | Asistencia: 40,000 espectadores Árbitro(s): Malik Abdul Bashir (Singapur) | Asistencia: 40,000 espectadores Árbitro(s): Malik Abdul Bashir (Singapur) |

## Campeón
|                             |
| Bandera de Vietnam          |
| Campeón Vietnam 1.er título |

## Clasificación final
| Equipo | Equipo    | Pts | PJ | PG | PE | PP | GF | GC | Dif |
| ------ | --------- | --- | -- | -- | -- | -- | -- | -- | --- |
| 1      | Vietnam   | 14  | 7  | 4  | 2  | 1  | 11 | 6  | +5  |
| 2      | Tailandia | 16  | 7  | 5  | 1  | 1  | 16 | 4  | +12 |
| 3      | Singapur  | 10  | 5  | 3  | 1  | 1  | 10 | 2  | +8  |
| 4      | Indonesia | 6   | 5  | 2  | 0  | 3  | 8  | 5  | +3  |
| 5      | Malasia   | 3   | 3  | 1  | 0  | 2  | 5  | 6  | −1  |
| 6      | Birmania  | 3   | 3  | 1  | 0  | 2  | 4  | 8  | −4  |
| 7      | Camboya   | 0   | 3  | 0  | 0  | 3  | 2  | 12 | −10 |
| 8      | Laos      | 0   | 3  | 0  | 0  | 3  | 0  | 13 | −13 |

## Goleadores
4 goles
- Budi Sudarsono
- Agu Casmir
- Teerasil Dangda

3 goles
- Indra Putra Mahayuddin
- Ronnachai Rangsiyo
- Nguyễn Vũ Phong

2 goles
- Bambang Pamungkas
- Mohd Safee Mohd Sali
- Myo Min Tun
- Noh Alam Shah
- Anon Sangsanoi
- Arthit Sunthornpit
- Sutee Suksomkit
- Lê Công Vinh
- Phạm Thành Lương

1 gol
- Khim Borey
- Kouch Sokumpheak
- Firman Utina
- Nova Arianto
- Moe Win
- Ya Zar Win Thein
- Indra Sahdan Daud
- Fahrudin Mustafić
- Baihakki Khaizan
- Shi Jiayi
- Suchao Nuchnum
- Patiparn Phetphun
- Teerathep Winothai
- Nguyễn Việt Thắng
- Huỳnh Quang Thanh
- Phan Thanh Bình
- Nguyễn Quang Hải

Autogol
- Dương Hồng Sơn (ante Tailandia)